# Хребет Петра Шмидта
Хребет Петра Шмидта — горный хребет в центральной части острова Уруп, входящем в состав островов южной группы Большой гряды Курильских островов. Длина примерно 12-14 км.
Назван в честь русского и советского зоолога и ихтиолога Петра Юльевича Шмидта.
В осевой части хребта Петра Шмидта размещаются гора Голая и гора Петра Шмидта.
Самой высокой точкой хребта Петра Шмидта является одноименная гора Петра Шмидта, высота которой составляет 1029 метров над уровнем моря.
Хребет Петра Шмидта представляет собой «гнездо» древнечетвертичных излияний. Он очень сильно эродирован, местами, у вершин хребта имеется морена второго оледенения. Следы первичной поверхности вулканической деятельности отсутствуют.